# لوسيانو دا روشا نيفيز
لوسيانو دا روشا نيفيز (بالبرتغالية: Luciano da Rocha Neves) (مواليد 18 مايو 1993) هو لاعب كرة قدم برازيلي ، يلعب في مراكز المهاجم الصريح والجناحين الأيمن والأيسر، ويلعب حاليًا لنادي ليغانيس الإسباني معارًا من نادي كورينثيانز لموسم واحد من 24 أغسطس 2016 إلى 30 يونيو 2017.

## روابط خارجية
- لوسيانو دا روشا نيفيز على موقع قاعدة بيانات كرة القدم.إي يو (الإنجليزية)
- لوسيانو دا روشا نيفيز على موقع Soccerbase.com (لاعب) (الإنجليزية)
- لوسيانو دا روشا نيفيز على موقع Soccerway.com (الإنجليزية)
- لوسيانو دا روشا نيفيز على موقع عالم كرة القدم.نت (الإنجليزية)
- لوسيانو دا روشا نيفيز على موقع AS.com (الإسبانية)